# 후지오카시
후지오카시(일본어: 藤岡市)는 일본 군마현 남부에 있는 시이다.
현재의 후지오카시는 2006년 1월 1일에 오니시정 편입으로 확대된 것으로 합병 후의 시역은 구 미나미칸라군 미하라촌을 제외한 구 미도노군의 대부분에 이르는 광대한 영역이 되었다.

## 인접하는 지자체
- 군마현
  - 다카사키시
  - 사와군 다마무라정
  - 다노군 간나정
  - 간라군 간라정, 시모니타정

- 사이타마현
  - 지치부시
  - 고다마군 가미카와정, 가미사토정

## 역사
- 1889년 4월 1일 - 정촌제 시행과 함께 미도노군 후지오카정, 고바야시촌이 합병해 후지오카정이 성립하였다.
- 1896년 4월 1일 - 미도노군이 다고군, 미나미칸라군과 합병해 다노군이 되었다.
- 1954년 4월 1일 - 다노군 후지오카정, 간나촌, 오노촌, 미도리촌, 미쿠리촌이 합병해 후지오카시가 되었다.
- 1955년 3월 1일 - 다노군 히라이촌, 히노촌이 후지오카시에 편입되었다.
- 2006년 1월 1일 - 다노군 오니시정이 후지오카시에 편입되었다.

## 교통

### 철도
- 도부 철도
  - 이세사키선
  - 기류선
  - 고이즈미선

### 도로
- 간에쓰 자동차도
- 조신에쓰 자동차도
- 국도 제17호선
- 국도 제254호선
- 국도 제354호선
- 국도 제462호선

## 인구
| 연도 | 인구   | ±%     |
| ---- | ------ | ------ |
| 1920 | 41,333 | —      |
| 1930 | 42,587 | +3.0%  |
| 1940 | 45,201 | +6.1%  |
| 1950 | 56,304 | +24.6% |
| 1960 | 52,033 | −7.6%  |
| 1970 | 55,031 | +5.8%  |
| 1980 | 63,594 | +15.6% |
| 1990 | 69,413 | +9.2%  |
| 2000 | 70,220 | +1.2%  |
| 2010 | 67,962 | −3.2%  |
| 2020 | 64,539 | −5.0%  |

|                                                | |
| 후지오카시의 전국의 연령별 인구 분포（2005년） | 후지오카시의 연령·남녀별 인구 분포（2005년）                                                                              |
| ■자주색 ― 후지오카시 ■녹색 ― 일본전국          | ■파랑색 ― 남자 ■빨간색 ― 여자                                                                                             |
| · 후지오카시（에 해당되는 지역）의 인구추이    | |
| 일본 총무성 통계국 국세조사 결과               | |
|                                                | 이 그래프는 더 이상 지원되지 않는 레거시 그래프 확장 기능을 사용하고 있습니다. 새로운 차트 확장 기능으로 변환해야 합니다. |